# Резанов, Афанасий Дмитриевич
Реза́нов Афана́сий Дми́триевич (ок. 1542 — ок. 1592) — московский дворянин, посол русских царей Ивана Васильевича и Федора Ивановича

## Биография
Родился в семье Дмитрия Резанова, дьяка Решетчатого Приказа в Новгороде Великом.
6-го марта 1580 года по поручению царя Ивана Грозного был отправлен к Рудольфу II с дипломатической миссией подготовки заключения союза двух держав против турецкого султана. Император должен был на основе заключенных ещё с его отцом Максимилианом II договоренностей выслать в Москву полномочных послов для заключения наступательного союза.
Из-за военного положения на границе с Польшей Резанов получил «опасные» грамоты для того, чтобы попасть в Вену через Данию и немецкие государства, в том числе и через Саксонию. Однако император находился в Праге, а не в Вене и русский посол сократил свой путь, оказавшись на императорском приеме в Праге 28-го сентября.
Резанов принял от Рудольфа уверения в дружбе с русским царем и извинения в задержке послов. Письменный ответ на царской грамоте Резанов привез в Москву 26-го марта 1581 года.
20-го января 1588 года царь Федор Иванович снова направил Резанова к императору Рудольфу. Поручение было в переговорах о судьбе польского престола. Резанов от имени царя должен был добиться согласия императора утвердить новым польским королём либо русского кандидата, либо австрийского, игнорируя выбор польской шляхты в пользу представителя шведской династии.
26-го апреля 1592 года Резанов ездил гонцом теперь в Варшаву, к польскому королю Сигизмунду III, с претензией на действия поляков, захвативших Велижскую область, на которой один из панов радных (Вишневецкий) успел построить город Лубны. Король в ответ заявил, что Велиж давно принадлежит Польше. Резанов также известил короля о рождении у царя Федора дочери Феодосии.